# Die Suurbiers
Die Suurbiers sind eine Fun-Punk-Band aus Berlin, die 1981 als Frau Suurbier gegründet wurde.

## Geschichte
Die Suurbiers wurden 1981 von drei Schulfreunden zuerst unter dem Namen „Frau Suurbier“ in West-Berlin gegründet. 
Die Band sollte als eine Art imaginärer Familienclan erscheinen, wie es schon bei den Ramones der Fall gewesen war. Also gaben sich die drei für die Band die Künstlernamen Cäpt’N, Hans und Tom Suurbier.
Alle drei waren gerade mit der Schule fertig und da ihr Hobby, das Spielen im Fußball-Verein VfB Hermsdorf, nicht so verlief, wie sie es sich vorstellten und alle ihre Freunde bereits in Bands spielten, entschieden auch sie sich, eine eigene Band zu gründen. Diese Band sollte jedoch nur als Hobby dienen und nicht zum Beruf werden.
Cäpt’N übernahm in der Band die Rolle des Gitarristen, Hans spielte Bass und Tom Schlagzeug. Die Stücke komponierte und textete weitestgehend Cäpt’N, der zum Großteil auch den Lead-Gesang übernahm. Da Hans damals als einziges Bandmitglied bei der GEMA gemeldet war, wurden erste Songs auf seinen Namen eingetragen, gleich wer sie geschrieben hatte. Dieser Umstand hatte zur Folge, dass das von Cäpt'N Suurbier geschriebene Stück Wie ein Kind 1985 auf dem Album Im Schatten der Ärzte von Die Ärzte, der späteren Band von Hans, veröffentlicht wurde.
In ihrer Band verbanden sie Punk und Rockabilly mit (anfangs) lustigen Texten. Man wollte möglichst weit weg von der Berliner Musik-Szene stehen und auf unkomplizierte und direkte Art Musik unter die Menschen bringen. Hagen Liebing (vormals Bassist bei The Nirvana Devils und Die Ärzte, später Musikredakteur beim Tip Berlin) bezeichnet die Suurbiers in seiner Biographie Meine Jahre mit Die Ärzte als die Mutter aller Funpunk-Bands.
Es folgten diverse Auftritte in Berliner Clubs. Frau Suurbier erspielten sich schnell eine eigene Fangemeinde und erlangten bald Kultstatus in der Berliner Szene.
Schon ein Jahr später, im Jahre 1982, stieg Hans parallel zu Frau Suurbier bei der soeben neu gegründeten Band Die Ärzte als Bassist ein.
Im gleichen Jahr hatten Frau Suurbier ihre erste Veröffentlichung zusammen mit der Deutschen Trinkerjugend (kurz DTJ) auf dem Split-Tape Live im Flöz, welches von Ralf Rexin produziert wurde und einen Konzert-Mitschnitt vom 13. August 1982 aus dem Berliner Flöz und vier Studio-Demos enthielt.
Ende 1982 entstand dann die erste Vinyl-Veröffentlichung auf dem neu gegründeten Berliner Label Schnick-Schnack (später Vielklang), das von Mitgliedern der Band Panzerknacker AG gegründet wurde: der Sampler Ein Vollrausch in Stereo – 20 schäumende Stimmungshits. Jedoch hatte Tom Suurbier mittlerweile andere Pläne, und so fehlte Frau Suurbier ein Schlagzeuger. Diesen Part übernahm Bela B. von den Ärzten. Frau Suurbier steuerten drei Songs zum Sampler bei (Fiddle Diddle (Quertanz), Fred Feuerstein und Die Suurbiers).
Hans spielte für die Aufnahmen des Samplers neben Frau Suurbier und den Ärzten auch noch bei den Tangobrüdern, die sich aus Mitgliedern der Düsseldorfer Band Die Toten Hosen zusammensetzten. Auch die Deutsche Trinkerjugend war bei diesem Sampler wieder mit von der Partie.
Der Sampler erschien zunächst in einer geringen Auflage mit Textheft, wurde dann aber vielfach nachgepresst und erlangte schnell einen Kultstatus, der bis heute anhält.
Die Veröffentlichung des Samplers wurde mit einer Dampferfahrt am 11. Mai 1983 unter dem Titel „Stimmung – Im Vollrausch live an Bord“ gefeiert, bei der die Panzerknacker AG, Frau Suurbier, die Deutsche Trinkerjugend, die Ärzte sowie die als einzige nicht auf dem Sampler vertretene Band Die Mimmi’s aus Bremen spielten. Diese Dampferfahrt wurde ein großer, wenn auch für die Veranstalter vom Schnick-Schnack-Label kostspieliger Erfolg, da die Gäste den Dampfer quasi in Schutt und Asche legten.
Während der Aufnahmen für den „Vollrausch“-Sampler lernte die Band Wolfgang Rohde kennen, der bald darauf Bela B. am Schlagzeug ablöste und sich für Frau Suurbier den Namen Grandmaster Suurbier gab.
Es folgten wieder diverse weitere Konzerte. Unter anderem sei hier noch das von Hans organisierte Festival „1. Berliner Oktoberfest“ am 1. Oktober 1983 im Berliner Tempodrom erwähnt, welches zu einer wahren Gemüseschlacht (beim Song Obst und Gemüse) zwischen Band und Publikum ausartete.
Da das Spielen bei den Ärzten immer mehr Zeit in Anspruch nahm, musste sich Hans für eine der beiden Bands entscheiden. Da bei den Ärzten mehr Erfolg in Aussicht stand, verließ Hans 1984 Frau Suurbier. Er wurde durch Stink McSuurbier als Bassist ersetzt. Kurz darauf benannte sich die Band in „Die Suurbiers“ um, und man gründete einen Verein zur Förderung junger musikalischer Talente.
1985 erschien dann das bisher einzige Album der Band, eine Mini-LP mit dem Namen Kein Mann für eine Nacht, benannt nach einem gleichnamigen Stück, auf dem Bremer Weser Label von Claus Fabian, dem Sänger der Mimmi’s, auf dessen „We Are the Champions“-Tourneen die Suurbiers 1985 und 1986 mit von der Partie waren. Im selben Jahr beschloss die Band auf dem Bier-Markt einzusteigen und wurde Besitzer einer kleinen Privatbrauerei. Ihr nach eigenen Geschmacksvorstellungen gebrautes „Suurbier“ wurde in 0,33-l-Dosen auf Konzerten und über den Fanclub unters Volk gebracht.
Bum Bum Suurbier (bürgerlich Michael Beckmann) rückte bald als neuer Bassist nach. 1987 verließ er die Band und wechselte zu den Rainbirds, später spielte er noch in Bela B.s neuer Band Depp Jones. Er betreute jedoch noch einige Jahre lang den „Suurbier-Talentschuppen“ als „Trainer“.
Am 18. Oktober 1986 spielten Die Suurbiers beim Benefiz-Festival für Norbert Hähnel alias „Der wahre Heino“, der vom echten Heino auf Unterlassung verklagt worden war. Das Benefizkonzert, bei dem unter anderem auch Die Ärzte und Die Toten Hosen auftraten, fand unter dem Titel „Wir lassen uns das Singen nicht verbieten!“ im Berliner Tempodrom statt.
Kurz darauf verließ Wolfgang Rohde die Suurbiers und wechselte als Schlagzeuger zu den Toten Hosen nach Düsseldorf.
Im Jahre 1991 veröffentlichten die Suurbiers, in der neuen Besetzung Cäpt’N, Bugs, Honkytonk und Overnight Suurbier, eine Single namens Zwei Boys für jedes Girl! – Wir machen ’ne neue Revolution bei Polydor. Die Single wurde mit einer großen Aktion beworben, bei der 6000 rote Luftballons steigen gelassen wurden; den Findern winkte ein persönliches Treffen mit der Band. Doch ihr erster richtiger Plattenvertrag hatte nicht lange Bestand, da Cäpt’N Suurbier den Chef der Polydor angeblich auf der Record-Release-Party würgte.
Als sich 1997 ein Tribut-Sampler für Die Ärzte unter dem Titel GötterDÄmmerung anbahnte, steuerten die Die Suurbiers unter dem Pseudonym „The Travelling Suurbiers“ den Titel Wie ein Kind bei – dieser stammte ursprünglich ohnehin aus der Feder von Cäpt'N Suurbier.
Es wurde einige Zeit ziemlich still um die Band, bis sie im Jahr 2001 von Wolfgang Rohde, der mittlerweile eine eigene Plattenfirma namens „Goldene Zeiten“ gegründet hatte, reanimiert wurden. Es erschien, unter der alten Führung von Cäpt’N Suurbier mit dem neuen Mitglied Tex Suurbier, eine Maxi-CD mit der Neuaufnahme des Suurbier-Hits Möpse, welcher schon auf der Mini-LP von 1985 enthalten war.
Ab 2007 wurde nach eigenen Aussagen wieder an einem ersten Longplayer gearbeitet und 2008 gab es auf der offiziellen Webseite regelmäßig neue Hörproben und Videos. In Zusammenhang mit dem Debüt-Album ist die Rede von einem „Sing-, Hör- und Sprachspiel von einem, der auszog, das Fürchten zu lernen und zu lehren“.
Im Februar 2014 nahm sich Cäpt’N Suurbier, der schon seit einigen Jahren unter psychischen Problemen litt, in Berlin das Leben.
Am 7. Juni 2015 spielten Die Suurbiers beim Fußballverein Tennis Borussia Berlin bei der Berliner Meisterschaftsfeier im Mommsenstadion.

## Diskografie
- 1982: D.T.J. + Frau Suurbier – Live im Flöz (Split-MC mit Deutsche Trinkerjugend)
- 1983: Ein Vollrausch in Stereo – 20 schäumende Stimmungshits (LP-Sampler)
- 1985: Kein Mann für eine Nacht (Mini-LP)
- 1991: Zwei Boys für jedes Girl! – Wir machen 'ne neue Revolution... (Single)
- 2001: Möpse (Single)
- 2015: Teenage Rebell (Do-LP)